# Pintér Violetta
Pintér Violetta (Budapest, 1994. október 31. –) labdarúgó, hátvéd. Jelenleg a Dorogi Diófa SE játékosa.

## Pályafutása
2003-ban a Csepel FC csapatában kezdte a labdarúgást. 2009 és 2011 között a Taksony SE labdarúgója volt és itt mutatkozott be az élvonalban. Tagja volt a 2010–11-es idényben bronzérmes csapatnak. 2011 nyarától az újonnan alakult Astra Hungary játékosa.

## Sikerei, díjai
- Magyar bajnokság
  - 2.: 2012–13
  - 3.: 2010–11, 2011–12
- Magyar kupa
  - győztes: 2012[1]